# Dvadeseti kongres KPSS
Dvadeseti kongres Komunističke partije Sovjetskog saveza održan je u Moskvi 14-25. veljače 1956. Na zatvorenoj sjednici, prvi sekretar partije Nikita Hruščov podnio je referat u kojem je osudio kult ličnosti Josifa Staljina te masovne čistke, montirane procese, likvidacije i okrutan postupak u logoirma (staljinizam).
Vidi članke: 
- boljševizam
- Lenjinizam
- Komunizam